# Microsoft Security Essentials
Microsoft Security Essentials (MSE) — безкоштовний пакет антивірусних програм від компанії Microsoft. 23 червня 2009 року була випущена обмежена публічна бета-версія продукту, доступна для завантаження лише першим 75000 користувачам із США, Ізраїлю і Бразилії. Реліз фінальної версії відбувся 29 вересня 2009 року (вранці за тихоокеанським часом). Вона буде представлена на 20 ринках і доступна десятьма мовами.
В основі безкоштовного антивірусу лежать ті ж технології, що і в комерційних рішеннях Microsoft для великих компаній Forefront Client Security. Слід зауважити, що для використання пакету MSE не потрібна реєстрація, відсутній етап пробного використання, немає обмежень в терміні використання — досить завантажити і встановити пакет з офіційного сайту Microsoft.  Проте встановити антивірус можна лише на ПК які успішно проходят перевірку валідації Windows Genuine Advantage. Функціональність продукту багато в чому схожа з стандартним Windows Defender, який є в комплекті постачання всіх варіантів Windows, що існують тепер, але під час інсталяції MSE, Windows Defender буде відключений. За заявою представників Microsoft, MSE не буде включений в склад ОС Windows 7.
У недавно проведеному порівняльному тестуванні безкоштовних антивірусів на сайті Av-test.org [Архівовано 31 липня 2020 у Wayback Machine.] пакет MSE виявив 97,8% запропонованих вірусів і посів четверте місце, лише трохи поступившись лідерам.

## Можливості
Security Essentials містить в собі п'ять можливостей:
- Можливість видалення найпоширеніших шкідливих програм;
- Можливість видалення відомих вірусів;
- Антивірусний захист в реальному часі;
- Можливість видалення відомих шпигунських програм;
- Захист від шпигунських програм в реальному часі.

## Ліцензія

Повідомлення Microsoft Security Essentials про те, що операційна система не є ліцензійною копією.

Ліцензійний договір Microsoft Security Essentials дозволяє домашнім користувачам завантажувати, встановлювати та використовувати антивірусну програму на необмеженій кількості комп'ютерів, при умові, що на кожному комп'ютері буде встановлена ліцензійна копія Microsoft Windows. Малі підприємства також мають право встановлювати Microsoft Security Essentials для безкоштовного використання, але тільки на 10 комп'ютерів. Однак, ліцензійний договір заперечує використання антивіруса в навчальних закладах, підприємствах і урядових органах. Ліцензія забороняє користувачу проводити реверс-інжиніринг, злом, декомпіляцію і дизасемблювання Microsoft Security Essentials або публікувати, а також розкривати результати тестування та будь-які інші оціночні випробування програмного продукту третім особам без попередньої письмової згоди з корпорацією Microsoft.
Microsoft Security Essentials постійно перевіряє валідність операційної системи під час і після встановлення. Якщо операційна система не буде розпізнана як ліцензійна, тоді антивірус буде повідомляти користувачу про це, а пізніше, після певного часу, перестане функціонувати.

## Апаратні вимоги
- Для Windows XP: комп'ютер з процесором хоч би на 500 Мгц і з хоч би 256 Мб оперативної пам'яті;
- Для Windows Vista і Windows 7: комп'ютер з процесором хоч би на 1.0 Ггц і 1 Гб оперативної пам'яті;
- 140MB доступного дискового простору;